# Małgorzata Chojnacka
Pour les articles homonymes, voir Chojnacka.
Małgorzata Chojnacka née le 17 février 1983 à Gorzów Wielkopolski, est une kayakiste polonaise pratiquant la course en ligne.

## Palmarès

### Championnats du monde de canoë-kayak course en ligne
- Championnats du monde de canoë-kayak course en ligne 2009 à Dartmouth,  Canada
  -  Médaille d'or en K-2 1000 m

- Championnats du monde de canoë-kayak course en ligne 2007 à Duisbourg,  Allemagne
  -  Médaille d'argent en K-2 1000 m
  -  Médaille de bronze en K-4 500 m

### Championnats d'Europe de canoë-kayak course en ligne
- Championnats d'Europe 2008 à Milan  Italie
  -  Médaille d'argent K-4 1000 m

- Championnats d'Europe 2007 à Pontevedra  Espagne
  -  Médaille de bronze en K-2 1000 m
  -  Médaille de bronze en K-4 500 m

- Championnats d'Europe 2005 à poznań  Pologne
  -  Médaille d'or en K-4 200 m
  -  Médaille de bronze en K-4 500 m